# Desmond Jeans
Desmond Jeans (17 de novembro de 1903 — dezembro de 1977) foi um ator de cinema britânico. Ele era o irmão das atrizes Isabel Jeans e Ursula Jeans. Sua esposa Margaret Livesey era a irmã do ator Roger Livesey, que mais tarde se casou com sua irmã Ursula.

## Filmografia selecionada
- The Blue Danube (1932)
- Diamond Cut Diamond (1932)
- The Girl from Maxim's (1933)
- Colonel Blood (1934)